# Julie Newmar
Julie Newmar, född Julia Chalene Newmeyer den 16 augusti 1933 i Los Angeles i Kalifornien, är en amerikansk skådespelare, dansare och sångerska. Newmar är känd för rollen som Kattkvinnan i den klassiska TV-serien Läderlappen från 1960-talet.

## Filmografi i urval
- 1953 – Ormen från Nilen
- 1954 – Sju brudar, sju bröder
- 1954 – Gladiatorerna
- 1953 – Den stora premiären
- 1961 – Äktenskapskarusellen
- 1963 – Twilight Zone (TV-serie) – gästframträdande
- 1966 – Läderlappen (TV-serie)
- 1966 – Star Trek: The Original Series (TV-serie) – gästframträdande
- 1971 – Bewitched (TV-serie) – gästframträdande
- 1973 – Columbo (TV-serie) – gästframträdande
- 1974 – That's Entertainment!
- 1989 – En gång till älskling
- 1995 – High Heels
- 2006 – Jims värld (TV-serie) – gästframträdande
- 2010 – Batman: Den tappre och modige (TV-serie) – gästframträdande

## Teater

### Roller
| År   | Roll             | Produktion                                                             | Regi           | Teater                           |
| ---- | ---------------- | ---------------------------------------------------------------------- | -------------- | -------------------------------- |
| 1956 | Stupefyin' Jones | Li'l Abner Norman Panama, Melvin Frank, Gene de Paul och Johnny Mercer | Michael Kidd   | St. James Theatre, New York, USA |
| 1958 | Katrin Sveg      | The Marriage-Go-Round Leslie Stevens                                   | Joseph Anthony | Plymouth Theatre, New York, USA  |